# Elektronizacja
Elektronizacja to tytuł serii książek wydawanych w latach osiemdziesiątych przez Wydawnictwa Komunikacji i Łączności (WKŁ) w formie numerowanych zeszytów. Charakter tych wydawnictw najlepiej oddaje podtytuł serii, który brzmiał: poradnik zawodowy Były to publikacje z zakresu elektroniki i informatyki oraz innych pokrewnych dziedzin odnoszące się głównie do praktyki zastosowań omawianych w nich tematów.
Zeszyty miały charakterystyczną, prostą szatę graficzną: okładki w kolorze ciemny niebieski, lewa część okładki zawierała biały, duży napis Elektronizacja w układzie pionowym, ograniczony dwiema czarnymi liniami i małe czarne logo wydawnictwa WKŁ, prawa część zawierała autora, tytuł i pełną nazwę wydawnictwa, opisane małymi, czarnymi literami. Format zeszytów : 20x24 cm.

## Zeszyty
- Zeszyt 1: Warszawa 1978 r., wyd. I, 3000+200 egz.,

1. Bronisław Cieślikowski, Janusz Justat, Elektronizacja gospodarki narodowej.
2. Janusz Rezler, Przyrządy do obserwacji stanów logicznych układów lub elementów
3. Cezary Lichodziejewski, Jan Pieńskos, Witold Piestrzyński,  Minikalkulatory
4. Zbigniew Płodziszewski Układy elektroniczne w  samochodach
5. Jan Pieńskos, Witold Piestrzyński, Nowe systemy  mikroprocesorowe firmy  INTEL
6. Ewa Gardios, Leszek Karaszewski, Nowości w krajowych podzespołach elektronicznych

- Zeszyt 2: Warszawa 1978 r., wyd. I, 5000+225 egz.,

1. Jan Łyskanowski, Józef Maliszewski, Ireneusz Parol, Elektronizacja zmechanizowanego sprzętu domowego
2. Jan Pieńskos, Witold Piestrzyński, Programowalne urządzenia sterujące programatory-kontrolery
3. Janusz Rezler, Elektroniczne  zegary i zegarki
4. Leszek Szmidt, Systemy dotykowego sterowania
5. Bogusław Jackiewicz, Analizatory stanów logicznych
6. Jan Pieńskos, Nowe opracowania  kalkulatorów ze wskaźnikami  LCD firmy  SHARP
7. Jan Pieńskos, Uniwersalny układ czasowy MM 5865
8. Zdzisław Tkaczyk, Nowe półprzewodniki produkcji CEMI

- Zeszyt 22: Dr. inż. Jan Bielecki, PL/I dla inżynierów, Warszawa 1986 r., wyd. I, 2800+200 egz.,
- Zeszyt 24: Andrzej Sowiński, Systemy pomiarowe, Warszawa 1986 r., wyd. I, 4800+200 egz.,
- Zeszyt 25: Dr. inż. Jan Bielecki, PL/M język programowania mikroprocesorów, Warszawa 1986 r., wyd. I, 4650+350 egz..